# André Sloth
André Sloth (* 10. Mai 1944) ist ein ehemaliger französischer Ruderer. 1962 war er Weltmeisterschaftszweiter im Vierer mit Steuermann.

## Sportliche Karriere
Der 1,92 m große Ruderer trat bei den Weltmeisterschaften 1962 in Luzern zusammen mit Jean Ledoux, Émile Clerc, Pierre Maddaloni und Steuermann Alain Bouffard im Vierer an. Die Franzosen gewannen die Silbermedaille hinter dem Boot aus Westdeutschland und vor dem Boot aus der Sowjetunion.
Bei den Olympischen Spielen 1964 in Tokio waren im französischen Achter mit Robert Dumontois, Bernard Meynadier, Joseph Moroni, Michel Viaud und Steuermann Alain Bouffard noch fünf Ruderer dabei, die 1962 Weltmeisterschaftsdritte im Achter geworden waren. Hinzu kamen André Fevret, Pierre Maddaloni, Jean-Pierre Grimaud und André Sloth. Der französische Achter belegte im Vorlauf den zweiten Platz hinter dem Boot aus der Sowjetunion. Im Hoffnungslauf siegten die Italiener vor den Franzosen, die damit nur das B-Finale erreichten und als Sieger des B-Finales den siebten Platz in der Gesamtwertung belegten.
Vier Jahre später traten André Sloth und Jean-Pierre Grimaud bei den Olympischen Spielen 1968 in Mexiko zusammen mit Jean le Goff, Jean Freslon und Roger Jouy im Vierer mit Steuermann an. Nach einem vierten Platz im Vorlauf und einem zweiten Platz im Hoffnungslauf belegten die Franzosen im Halbfinale den fünften Platz. Im B-Finale erreichten sie den vierten Platz und damit in der Gesamtwertung den zehnten Rang.